# Gianluca Rocchi
Gianluca Rocchi (Firenze, 25 agosto 1973) è un ex arbitro di calcio e dirigente arbitrale italiano, dal 3 luglio 2021 designatore arbitrale per i campionati di Serie A e Serie B.
Nella classifica dell'IFFHS relativa all'anno 2019 figurava come quarto migliore arbitro al mondo; nel 2018 si era classificato al sesto posto, mentre nel 2013 al decimo posto.
È il terzo direttore di gara per presenze nella storia della Serie A, con 263 gettoni tra il 2004 e il 2020, dietro Concetto Lo Bello (328) e Daniele Orsato (289).

## Biografia

### Anni 2000
Appartenente alla sezione AIA di Firenze.
Inizia ad arbitrare nel 1989. Dopo la gavetta nel calcio dilettantistico, approda al mondo del calcio professionistico nel 2000, entrando nell’organico della CAN C.
Viene poi promosso in Serie B per decisione dell'allora designatore Maurizio Mattei. Il debutto in Serie A arriva nel corso del campionato 2003-2004, il primo di militanza sotto il nuovo organo tecnico, quando all'ultima giornata dirige Lecce-Reggina.
L'anno successivo vince il Premio Giorgio Bernardi, destinato al miglior giovane arbitro debuttante in Serie A. 
La stagione 2006/2007 si apre coinvolgimento nell'inchiesta Calciopoli, in riferimento alla partita di Serie A Chievo-Lazio, arbitrata nel 2005. Il processo sportivo si chiude con il proscioglimento del direttore di gara toscano, ed anche, sotto il profilo penale, viene assolto nel procedimento di primo grado presso il Tribunale di Napoli (era finito sotto indagine per il reato di frode sportiva nel 2007 ma, a differenza di altri colleghi, non è però mai stato sospeso, neppure in via cautelare, dall'AIA, da sempre convinta della sua totale estraneità rispetto ai fatti contestati).
Negli ultimi anni ha diretto numerose "classiche" del campionato italiano, tra cui quattordici stracittadine (derby di Milano, derby di Roma, derby della Mole, derby della Lanterna), tre derby d'Italia e lo spareggio-promozione della Serie B 2008 Lecce-AlbinoLeffe. Dal 1º gennaio 2008 è stato inserito nella lista degli arbitri internazionali italiani. È l'unico arbitro italiano ad aver diretto a distanza di soli tre giorni due partite relative alla medesima giornata di campionato (è accaduto in occasione della 12ª giornata del campionato di Serie A 2008-2009, con le direzioni in occasione di Juventus-Genoa prima e Roma-Lazio poi).
Nel luglio 2009 riceve dall'AIA il Premio Giovanni Mauro, proposto dalla FIGC e riservato al direttore di gara che si è maggiormente distinto nel corso dell'ultima stagione sportiva.

### Anni 2010-2015
Il 12 maggio 2010 è designato come quarto ufficiale in occasione della finale di Europa League ad Amburgo tra Atlético Madrid e Fulham, diretta da Nicola Rizzoli. Dal 1º luglio 2010 viene inserito nella categoria degli arbitri UEFA Elite. Il 3 luglio 2010, con la scissione della CAN A-B in CAN A e CAN B, viene inserito nell'organico della CAN A.
Nel settembre 2010 fa il suo esordio nella fase a gironi della UEFA Champions League, dirigendo un match tra i tedeschi dello Schalke 04 e i portoghesi del Benfica. Al termine della stagione 2010-2011, viene scelto per la semifinale di ritorno di Europa League tra Villarreal e Porto.
Nel marzo 2012 è selezionato ufficialmente come arbitro di porta in vista di Euro 2012, nella squadra arbitrale diretta dal connazionale Nicola Rizzoli. Nell'aprile dello stesso anno è chiamato, per la prima volta, a dirigere un quarto di finale di Champions League. La sfida è quella che vede di fronte, nel match di ritorno dello stadio Santiago Bernabéu, il Real Madrid e l'APOEL.
Nell'aprile del 2012 la FIFA lo inserisce in una prima lista di pre-selezionati per i mondiali del 2014, convocandolo per il Torneo maschile di calcio delle Olimpiadi di Londra 2012. Per l'arbitro italiano si è trattato dunque della prima esperienza a livello intercontinentale. Nell'occasione, gli vengono assegnate le direzioni di due partite (oltre ad altre due gare, ovverosia Giappone-Marocco 1-0 e Messico-Svizzera 1-0, in cui svolge il compito di quarto uomo): una della fase a gironi (Brasile-Egitto 3-2 il 26 luglio a Cardiff) e la prestigiosa semifinale giocata a Wembley il 7 agosto, davanti ad oltre 80 000 spettatori, tra Messico e Giappone, vinta per 3 a 1 dai centroamericani, poi vincitori del torneo.

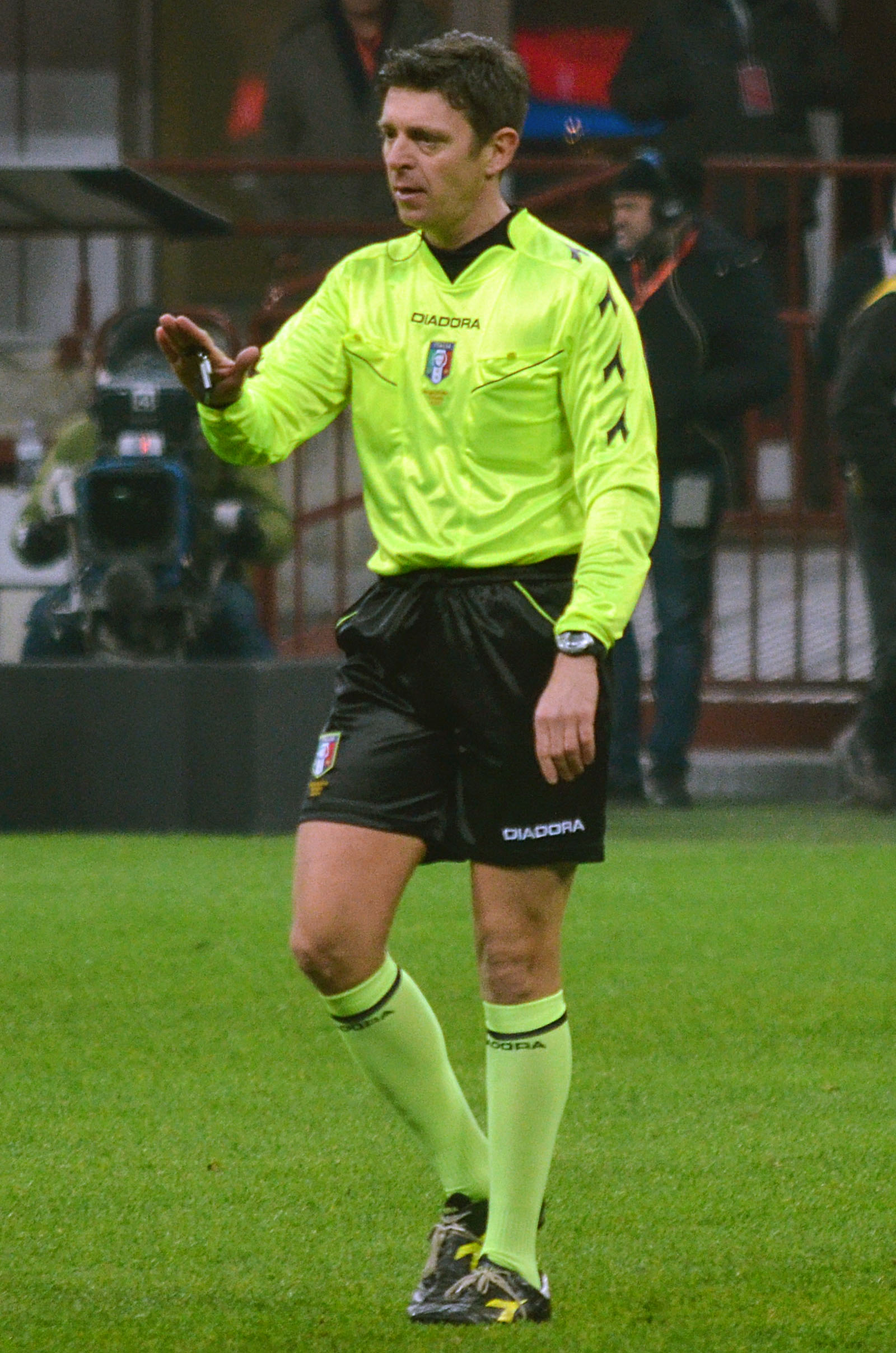
Rocchi durante la sfida tra e (0-1) valevole per i quarti di finale della Coppa Italia 2014-2015

Dopo l'esperienza olimpica, UEFA e FIFA tengono sempre in ottima considerazione il fischietto toscano; nel solo mese di ottobre, dirige due gare di Champions League in Spagna (Valencia-Lille 2-0 e Barcellona-Celtic 2-1) e arbitra anche la partita di qualificazione mondiale tra Polonia e Inghilterra, terminata 1-1. Il 20 ottobre 2012 si apprende della richiesta del sostituto procuratore generale al processo d'appello di Calciopoli in merito alla posizione di Rocchi. Per il fischietto fiorentino, pur reduce da un'assoluzione piena, vengono richiesti 16 mesi di carcere. Il 5 dicembre 2012 la sentenza conferma nuovamente l'assoluzione piena per il fischietto fiorentino.
L'11 novembre 2012 dirige il derby di Roma terminato 3-2. Il 21 novembre 2012 dirige la gara per la qualificazione dei gironi di Champions League tra Manchester City e Real Madrid terminato 1-1. Il 12 maggio 2013 dirige la gara di campionato tra Milan e Roma, passando alla storia in qualità di primo arbitro in assoluto ad aver sospeso una gara ufficiale del campionato di calcio italiano, a seguito di cori razzisti levatisi dal settore ospiti nei confronti del calciatore rossonero Mario Balotelli. La sospensione è durata circa due minuti, dopodiché il gioco è ripreso senza problemi.
Il 20 maggio 2013 viene designato come arbitro di porta in occasione della finale dell'edizione 2012-13 della Champions League, tra Borussia Dortmund e Bayern Monaco a Wembley, diretta dal connazionale Nicola Rizzoli. Il 18 agosto 2013 è chiamato a dirigere, per la prima volta nella sua carriera, la Supercoppa italiana disputatasi nell'occasione allo Stadio Olimpico di Roma tra Juventus e Lazio. Nell'ottobre 2013 è convocato dalla FIFA per il Campionato mondiale di calcio Under 17 2013. Dirige la gara tra i padroni di casa dell'Emirati Arabi Uniti e l'Honduras e quella tra la Nigeria contro l'Iraq per la fase a gironi, infine viene anche designato per una delle due semifinali, e precisamente quella tra Argentina e Messico. Nel gennaio 2014 non rientra nel novero degli arbitri selezionati per Brasile 2014, venendo poi eliminato al taglio finale.

### Anni 2015-2020
Ritorna ad arbitrare in Europa il 26 agosto 2014 nella partita di ritorno dei play-off di Champions League tra Zenit San Pietroburgo e Standard Liegi. Il 9 settembre fa il debutto nelle qualificazioni del Campionato Europeo per Nazioni 2016 dirigendo a Praga la gara tra la Rep. Ceca ed i Paesi Bassi. Nuova chiamata in Champions League il 1º ottobre per la direzione di Arsenal-Galatasaray 4-1, valevole per la fase a gironi. Per la controversa direzione di Juventus-Roma del 5 ottobre 2014 viene sospeso per due turni di campionato e ritorna ad arbitrare in Serie A mercoledì 29 ottobre ancora a Torino, dove dirige all'Olimpico la squadra granata nella vittoria contro il Parma.
Giovedì 6 novembre fa il rientro in Europa League dove, nell'ambito del girone L, dirige l'incontro tra i belgi del Lokeren e i turchi del Trabzonspor, terminato 1 a 1.
Ritorna in Champions League (quindicesima presenza personale) il 25 novembre nell'ambito del gruppo F dirigendo a Nicosia la gara tra i ciprioti dell'APOEL e il Barcellona (0-4 con tripletta di Messi): nel novembre 2010 sempre in questa Coppa il fiorentino aveva già arbitrato due volte queste squadre.

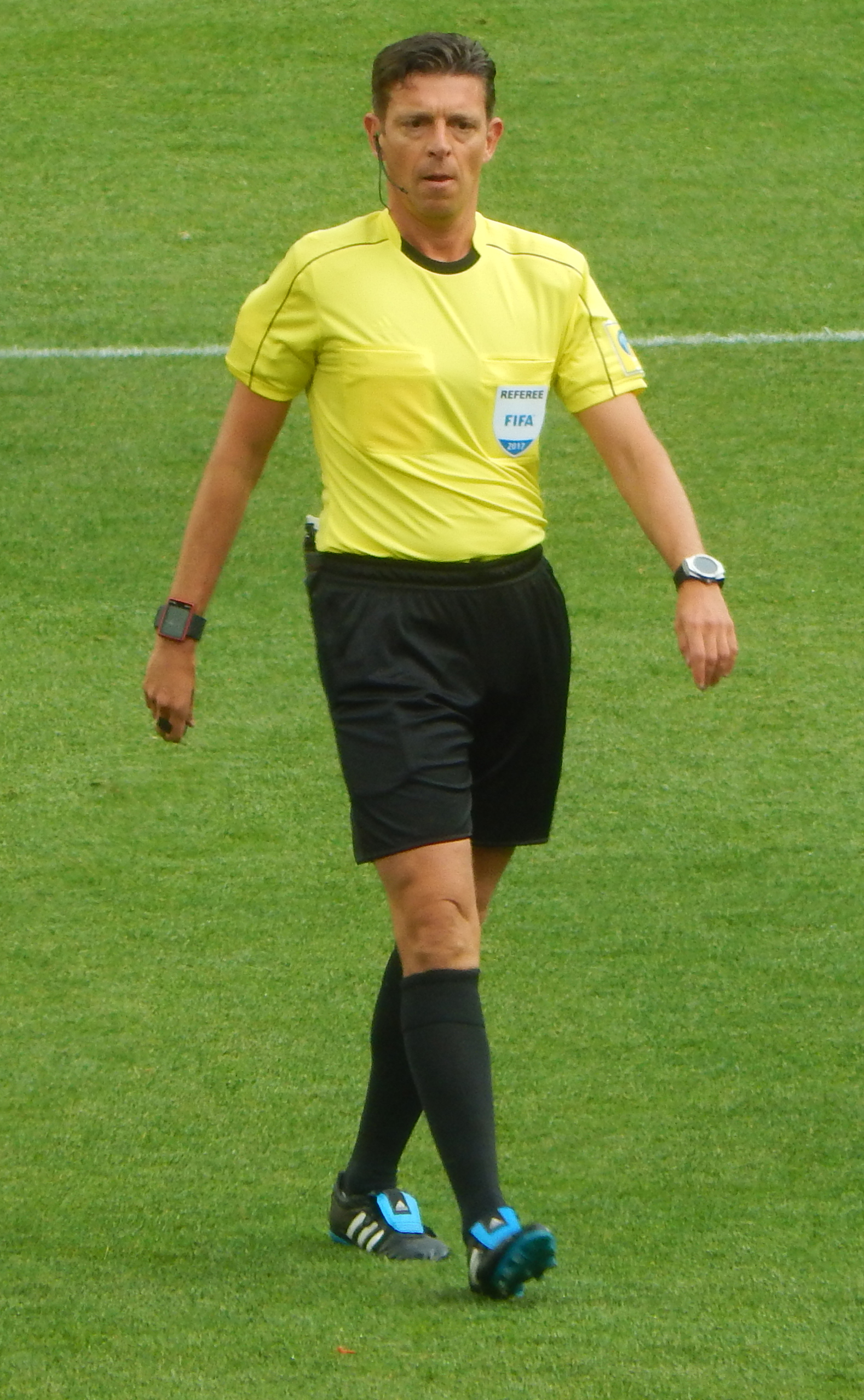
Rocchi durante la sfida tra e (1-1) valevole per la fase a gironi della FIFA Confederations Cup 2017

Dopo la pausa invernale, subito un importante impegno sempre in Champions League nell'ambito degli ottavi di finale, gara di ritorno: coadiuvato dagli assistenti Di Liberatore e Cariolato - gli stessi dei Giochi Olimpici di Londra 2012 - dirige il 18 marzo la gara tra Barcellona e Manchester City. Il 24 marzo 2015 in Cassazione viene dichiarato inammissibile il ricorso della Procura contro la sua assoluzione per Calciopoli. Per le qualificazioni al Campionato Europeo per Nazioni 2016 l'UEFA lo designa per il match a Lisbona di domenica 29 marzo 2015 - gruppo I - tra il Portogallo e la Serbia. Debutto europeo nella stagione 2015-16 e precisamente il 25 agosto 2015 nella gara di ritorno dei play-off di Champions League tra la Dinamo Zagabria - vincitore all'andata per 2-1 - e gli albanesi del Skënderbeu.Sempre per la qualificazione ad Euro 2016, viene designato per dirigere l'8 settembre 2015 a Wembley la gara del gruppo E tra l'Inghilterra e la Svizzera: per l'occasione sarà coadiuvato dagli stessi assistenti che ebbe con sé ai Giochi Olimpici di Londra 2012 e cioè Elenito di Liberatore e Gianluca Cariolato. Ritorna in Champions League mercoledì 30 settembre all'Estadio Vicente Calderón di Madrid dove, nell'ambito del gruppo C, è di scena per la direzione di Atlético Madrid-Benfica. Ritorna a dirigere nell'ultimo turno qualificativo di Euro 2016 il 13 ottobre 2015: per il gruppo A a Konya dirige la gara tra la Turchia e l'Islanda. Nuovo impegno in Champions League il 4 novembre 2015: per il quarto turno della fase a gironi (Gruppo F) sarà di scena per l'importante gara Bayern Monaco-Arsenal. Ancora nel mese di novembre, il 25, è protagonista in Champions League per il girone B: sua la direzione di CSKA Mosca-Wolfsburg. 
Dopo la pausa invernale, subito un importante impegno internazionale. Il 16 febbraio 2016 è di scena (ancora in Champions League) a Lisbona per la gara di andata degli ottavi di finale tra il Benfica e lo Zenit: per l'occasione sarà coadiuvato dagli assistenti di linea Di Liberatore e Tonolini e dagli assistenti di porta Antonio Damato e Carmine Russo. Il 10 marzo è impegnato nella gara d'andata, valida per gli ottavi di finale di Europa League, tra gli spagnoli del Villarreal e i tedeschi del Bayer Leverkusen. I suoi assistenti di linea saranno Di Liberatore e Cariolato e gli assistenti di porta Antonio Damato e Carmine Russo. Ritorna in Europa mercoledì 6 aprile per un importante appuntamento: arbitra la gara d'andata dei quarti di finale di Champions League tra i tedeschi del Wolfsburg e il Real Madrid. Non cambiano i collaboratori: Di Liberatore e Cariolato sulle linee e la coppia Damato - Russo come assistenti di porta. Nel maggio 2016 è designato, per la prima volta in carriera, per la finale di Coppa Italia, da disputatarsi a Roma il 21 maggio 2016 tra il Milan e la Juventus.
Nel maggio 2017 viene designato, per la seconda volta in carriera dopo l'edizione del 2011, per una semifinale di UEFA Europa League. Nell'occasione dirige la gara di andata della sfida tra Ajax e Lione. Nello stesso mese viene resa nota dalla FIFA la sua convocazione alla Confederations Cup 2017, in programma a giugno 2017 in Russia. Viene designato come quarto ufficiale in occasione della finale di Europa League 2016-2017, gara diretta dallo sloveno Damir Skomina. Il 20 luglio 2017 l'UEFA rende nota la sua designazione per la Supercoppa UEFA 2017, da disputarsi il successivo 8 agosto a Skopje tra Real Madrid e Manchester United. Con lui gli assistenti Elenito Di Liberatore e Mauro Tonolini, gli addizionali Davide Massa e Massimiliano Irrati, il quarto ufficiale Clément Turpin e l'assistente di riserva Riccardo Di Fiore. Si tratta della prima finale di una competizione UEFA per il fischietto fiorentino. Nell'agosto 2017, a seguito del ritiro di Nicola Rizzoli, viene eletto dall'AIA rappresentante degli arbitri in attività, con facoltà di prendere parte alle riunioni del comitato nazionale dell'associazione stessa. Nel novembre successivo è designato dalla FIFA per dirigere un play-off UEFA valido per l'accesso ai mondiali di Russia 2018, nello specifico la gara d'andata tra le nazionali di Croazia e Grecia.
Il 29 marzo 2018 viene selezionato ufficialmente dalla FIFA per i mondiali di Russia 2018. Il 26 aprile 2018 dirige la sua terza semifinale di UEFA Europa League a Madrid, tra Atletico Madrid e Arsenal. Il 15 giugno 2018 dirige la gara tra Portogallo e Spagna valevole per il gruppo B del Mondiale di Russia 2018 terminata 3-3. Come assistenti vengono scelti Mauro Tonolini ed Elenito di Liberatore. Alla VAR (tecnologia al debutto nella massima competizione) viene assistito dagli italiani Daniele Orsato, Paolo Valeri e Massimiliano Irrati. Nella stessa manifestazione dirige anche la gara Giappone-Senegal (gruppo H) e l'ottavo di finale Brasile-Messico. Il 17 ottobre seguente è selezionato dalla FIFA per partecipare, in qualità di arbitro UEFA, alla coppa del mondo per club, affiancato, come al mondiale di Russia, dagli assistenti Di Liberatore e Tonolini, con Irrati in qualità di VAR. Viene designato per una semifinale e successivamente per l'incontro per il terzo posto. A dicembre 2018 riceve il Premio AIC come miglior arbitro relativamente alla stagione sportiva 2017/18.
Il 13 maggio 2019 viene annunciata la sua designazione per la finale tutta londinese di Europa League tra Chelsea ed Arsenal, disputatasi il 29 maggio allo stadio di Baku. A dicembre 2019 riceve per la seconda volta consecutiva il premio AIC come miglior arbitro per la stagione sportiva 2018-2019. L'11 dicembre 2019 dirige la sua ultima gara internazionale, tra Bayern e Tottenham valevole per la 6' giornata di Champions-League 2019-2020. Il 31 dicembre 2019 viene ritirato dalle liste FIFA.
L'ultima gara da lui diretta è Juventus-Roma della 38ª giornata di Serie A 2019-2020, il 2 agosto 2020, e viene dismesso dalla CAN A il 1º settembre 2020, a 47 anni, per sopraggiunti limiti d'età. È l'arbitro che ha diretto il maggior numero di gare in Serie A (263) nella sezione AIA di Firenze, e il terzo in assoluto, dopo Concetto Lo Bello e Daniele Orsato.

### Dopo il ritiro
Dopo il ritiro, a settembre la FIGC e l'AIA lo inseriscono nei ruoli dirigenziali con un nuovo incarico, denominato Consulente delle relazioni istituzionali della CAN A-B, in materia di VAR, mentre il 3 luglio dell'anno seguente sostituisce Nicola Rizzoli all'incarico di responsabile e designatore della CAN di Serie A e B.
In questa veste, durante la stagione 2023-2024, è opinionista di Open Var, nuovo format di DAZN, che analizza i principali casi arbitrali di ciascuna giornata del campionato di Serie A facendo sentire gli audio dei dialoghi arbitro-VAR.
Il 20 novembre 2023, gli viene conferito il premio "Luigi Agnolin".
Nel luglio del 2024, Rocchi viene ufficialmente confermato nel ruolo di designatore arbitrale della CAN di Serie A e B per altre due stagioni.